# Judith Scott
Judith Scott (Fort Bragg (North Carolina)) is een Amerikaanse actrice.
Scott begon in 1990 met acteren in de film Opportunity Knocks, waarna zij nog in meerdere films en televisieseries speelde.

## Filmografie

### Films
- 2021 The Little Things - als Marsha
- 2020 Bad Hair - als Edna
- 2019 Surveillance - als Claire Reynolds
- 2018 Blue - als dr. Diane Carol
- 2017 Kings - als vrouw in panty's
- 2012 The Longer Day of Happiness – als Lisa Jones
- 2009 Lightbulb – als Rita
- 2007 Fracture – als inwoonster
- 2005 Flightplan – als Estella
- 2005 Guess Who – als Marilyn Jones
- 2003 Vampire Anonymous – als Christine
- 1998 Murder She Purred: A Mrs. Murphy Mystery – als Coop
- 1998 Murder at 75 Birch – als rechercheur Carter
- 1998 A Wing and a Prayer – als Harriet
- 1997 A Nightmare Come True – als Gretchen
- 1996 Dunston Checks In – als Nancy
- 1995 Soul Survivor – als Annie
- 1995 Friends at Last – als advocate van Fanny
- 1995 No Contest – als Nancy Polson
- 1994 The Santa Clause – als Susan Perry
- 1994 Against Their Will: Women in Prison – als Breeze
- 1994 Boulevard – als Sheila
- 1994 Race to Freedom: The Underground Railroad – als Mrs. Brown
- 1990 Opportunity Knocks – als secretaresse van Milt

### Televisieseries
Uitgezonderd eenmalige gastrollen.
- 2022 From Scratch - als Maxine Wheeler - 8 afl.
- 2021 Dear White People - als Helen - 6 afl.
- 2018-2020 All American - als Janelle Cooper - 6 afl.
- 2017-2019 Snowfall - als Claudia Crane - 11 afl.
- 2011-2012 Castle – als Evelyn Montgomery – 3 afl.
- 2008 Lincoln Heights – als Anita Kingston – 3 afl.
- 2006-2007 Dexter – als inspecteur Esme Pascal – 5 afl.
- 2003-2004 Jake 2.0 – als Lou Beckett – 16 afl.
- 2000-2001 CSI: Crime Scene Investigation – als dr. Jenna Williams – 6 afl.
- 1999-2000 Get Real – als dr. Prendergast – 2 afl.
- 1998-1999 L.A. Doctors – als Nina – 10 afl.
- 1995 The Preston Episodes – als Kelly Freeman – 2 afl.

- Biblioteca Nacional de España: XX4768473
- Virtual International Authority File: 169802167